# 上野博
上野 博（うえの ひろし、1950年 - ）は、日本の音楽プロモーター、社団法人・音楽制作者連盟（FMPJ）の常務理事。特定非営利活動法人（NPO法人）肖像パブリシティ権擁護監視機構理事、NPO法人日本ダンスミュージック連盟顧問も務めている。

## 経歴
大阪府出身。1968年、高石音楽事務所（後の音楽舎）に入社。当時アルバイトを探していた時フォーク・クルセダーズ解散コンサートのポスターを見て事務所に問い合わせたところ、その日のうちに正社員として採用されたという。はしだのりひことシューベルツ、はしだのりひことクライマックスのマネージャーとなる。
1972年、有限会社サブ・ミュージック・パブリッシャーズを設立。杉田二郎、オフコース、ザ・バッドボーイズ（後にオフコースのメンバーとなる清水仁のいたバンド）、シュリークスのマネージャーを務める傍ら、東京音楽舎にてベイ・シティ・ローラーズ、ロッド・スチュアートら外国人バンドやアーティストの招聘に手腕を発揮した。
その後、サブ・ミュージックより独立していたオフコースが設立していたオフコース・カンパニーに1979年入社。小田和正を中心に据えたプロモーションは上野のプランによるもので、これが鈴木康博脱退の理由の1つになったという。
1983年再び独立、株式会社上野カンパニーを設立。安部恭弘、鈴木祥子、ZELDAなどをプロモートした。
1991年より音楽制作者連盟理事。現在は常勤常務理事。